# Rhododendron chrysocalyx
Rhododendron chrysocalyx är en ljungväxtart. Rhododendron chrysocalyx ingår i släktet rododendron, och familjen ljungväxter.

## Underarter
Arten delas in i följande underarter:
- R. c. chrysocalyx
- R. c. meridionale
- R. c. xiushanense